# Юнивърсъл Студиос
„Юнивърсъл Студиос“ (на английски: Universal Pictures, официално Universal City Studios LLC, известно също като „Юнивърсъл Пикчърс“, преди наричано Universal Film Manufacturing Company и Universal-International Pictures Inc.) е най-старото от шестте главни холивудски филмови студия. Основано е от кинопродуцента Карл Лемле през 1912 г. To е най-старото запазило се киностудио в Съединените щати; заема петото място в света по възраст след Гомон, Пате, Титанус и Нордиск Филм и е с няколко дни по-старо от „Парамаунт Пикчърс“. От 1915 по 1925 г. е най-голямата кинокомпания в САЩ. През 2004 г. става производствено подразделение на компанията „Ен Би Си Юнивърсъл“.